# 로버트 블랙웰
로버트 알렉산더 "범프스" 블랙웰(Robert Alexander "Bumps" Blackwell, 1918년 5월 23일 – 1985년 3월 9일)은 미국계 밴드리더, 작곡가, 편곡가, 음악 프로듀서다. 리틀 리처드의 초기 히트곡을 감독하고 레이 찰스, 퀸시 존스, 어니스틴 앤더슨, 로이드 프라이스, 샘 쿡, 허브 앨퍼트, 레리 윌리엄스, 슬라이 앤 더 페밀리 스톤이 경력을 시작할 즘에 관리한 것으로 유명하다.

## 생애
워싱턴주 시애틀 출신 블랙웰은 1940년대 말경 재즈 밴드를 이끄는 리더로 이곳에는 피아니스트 레이 찰스와 트럼페터 퀸시 존스가 재적했다. 캘리포니아주 할리우드로 이사하여 작곡 공부를 계속했지만, 아트 루프의 스페셜티 레코드에서 편곡가와 프로듀서로서 일하는 것을 선택했다. 샘 쿡, 레리 윌리엄스, 로이드 프라이스, 기타 슬림과 작업했으며, 리틀 리처드가 스타덤에 오른 1955년과 1956년에 프로듀싱을 했다.
리틀 리처드가 스튜디오에서 부르는 노랫소리를 듣고 그의 대히트곡 〈Tutti Frutti〉의 프로듀싱을 했으며, 리틀 리처드의 1950년대 히트곡을 여럿 프로듀싱 또는 공동 작곡했다. 대표적인 예로서 〈Long Tall Sally〉, 〈Good Golly Miss Molly〉, 〈Ready Teddy〉, 〈Rip It Up〉 등이 있다. 전술한 곡들은 모두 로큰롤 스탠더드로 자리매김했으며 엘비스 프레슬리, 비틀즈, 크리덴스 클리어워터 리바이벌 같은 수백의 아티스트에 의해 커버되었다.
샘 쿡의 히트곡 〈You Send Me〉의 프로듀싱도 전담했다. 블랙웰은 스페셜티에서 1957년에 사직한 뒤 샘 쿰과 킨 레코드에 입사했다. 1959년에서 1963년까지 머큐리 레코드의 서부 A&R 감독을 지내고 해당 레이블의 리틀 리처드의 가스펠 음원을 프로듀싱했다. 종시 리처드의 매니저로 활동하여 그 일을 1970년대까지 지속했다.
1981년에는 밥 딜런의 음반 《Shot of Love》에서 타이틀곡을 아울러 몇몇 곡들을 프로듀싱했다.
블랙웰은 1985년 캘리포니아주 휘티어 아시엔다하이츠의 자택에서 폐렴으로 작고했다.

## 대표작

### 공동 작곡가 및 프로듀서로서
- 1956 〈Long Tall Sally〉 (블랙웰/존슨/페니만) - 리틀 리처드, US Pop #6, UK #3
- 1956 〈Ready Teddy〉 (블랙웰/마라스칼코) - 리틀 리처드, US Pop #44
- 1956 〈Rip It Up〉  (블랙웰/마라스칼코) - 리틀 리처드, US Pop #17, UK #30
- 1958 〈Good Golly Miss Molly〉 (블랙웰/마라스칼코) - 리틀 리처드, US Pop #10, UK #8

### 프로듀서로서
- 1957 〈You Send Me〉 (샘 쿡), US Pop #1, UK #29
- 1981 〈Shot of Love〉 (밥 딜런)